# Niolkara
Ne doit pas être confondu avec Niolka.
Niolkara, également appelé Niolka, est une localité située dans le département de Kampti de la province du Poni dans la région Sud-Ouest au Burkina Faso.

## Géographie
Niolkara se trouve à environ 10 km au sud de Kampti, à 2,5 km à l'ouest de Latara et de la route nationale 12 menant à la frontière ivoirienne.

## Santé et éducation
Le centre de soins le plus proche de Niolkara est le centre de santé et de promotion sociale (CSPS) de Latara tandis que le centre médical est à Kampti et que le centre hospitalier régional (CHR) de la province se trouve à Gaoua.